# Lost Ark
Lost Ark ist ein 2019 veröffentlichtes Computerspiel der südkoreanischen Entwickler Tripod Studio und Smilegate RPG. Das Spiel erschien als Free-to-play-Titel zunächst exklusiv in Südkorea. Es folgten die verzögerten Veröffentlichungen in Russland, Japan, Nordamerika und Europa (zuletzt im Februar 2022). Als Publisher fungieren Smilegate in Korea und Japan, VK in Russland sowie Amazon Games in Europa und Nordamerika.
Lost Ark vereint Elemente eines Action-Rollenspiels mit denen eines Massively Multiplayer Online Role-Playing Game (MMORPG) und wird daher auch als Action-MMORPG oder MMOARPG bezeichnet. Lost Ark wurde bei den Korea Game Awards 2019 mehrfach ausgezeichnet.

## Handlung
Die Geschichte spielt in einer fiktiven Fantasywelt. Der Gott Regulus erschuf zwei Welten, die je für Ordnung und Licht bzw. für Dunkelheit und das Chaos stehen: Arkesia und Petrania. Die Anhänger des Lichts nutzen die Macht der sogenannten Archen, die je einer der sieben Gottheiten gewidmet sind. Der Erzdämon Kazeros erlangte in Petrania die Macht über die anderen Dämonen, stellte eine gewaltige Armee auf und fiel in Arkesia ein. Er wurde schließlich besiegt und eingesperrt, wobei in Arkesia die Macht des zuvor mächtigen Sacria-Ordens gebrochen wurde und die Archen über die Welt verteilt wurden, wobei sie im Laufe der Zeit zu einem Mythos wurden. Die diversen Nationen Arkesias stehen sich misstrauisch gegenüber, dennoch herrschte in den folgenden Jahrhunderten weitgehend Frieden.
Nun jedoch droht Kazeros aus seinem Gefängnis zu entkommen und wieder überfallen Dämonen Arkesia. Die Heldin bzw. der Held übernimmt im Spiel die Aufgabe, die verlorenen Archen zu finden und mit ihrer Hilfe die Dämonen erneut zu besiegen. Dazu stehen ihr/ihm (in der westlichen Version des Spiels) insgesamt fünf Grundklassen mit diversen Spezialisierungen (insgesamt 15) zur Verfügung. 
Der erste Teil der Handlung ist nach Erreichen des Kontinents Vern (Charakterlevel 50 zu diesem Zeitpunkt, maximaler Level ist 60) abgeschlossen; danach beginnt das Endgame mit weiteren Kontinenten, die man besuchen kann, zusätzlichen Storyquests und nur im Endgame verfügbaren Spielmodi.

## Entwicklung und Veröffentlichung
Lost Ark befand sich seit 2011 in Entwicklung und basiert auf der Unreal Engine. Die Entwicklung des Spiels kostete etwa 85,4 Millionen US-Dollar. Es ist Free-to-play, beinhaltet aber einen Shop mit Echtgeldzahlungen. Neben einem Storymodus bietet das Spiel ab Charakterlevel 50 ein umfassendes Endgame mit weiteren Charakter- und Ausrüstungsverbesserungen, wobei der Fokus klar auf PvE liegt (mit Dungeons, Raids, Monsterjagden und speziellen Events), aber auch PvP-Aktivitäten existieren.
Im Dezember 2019 erschien der Titel exklusiv für Microsoft Windows in Südkorea. Das Spiel ist das erste von Amazon Games (damals noch Amazon Game Studios) veröffentlichte, aber nicht selbst entwickelte Spiel. Anfang November 2021 startete ein geschlossener Beta-Test in Europa und Nordamerika. Die Veröffentlichung in Nordamerika und Europa erfolgte dann am 8. Februar (für Käufer der sogenannten Founder Packs) bzw. am 11. Februar 2022 über die Plattform Steam.

## Rezeption
In der westlichen Spielepresse fielen die Wertungen für Lost Ark überwiegend positiv aus. Der Metascore liegt bei 81 von 100 Punkten, bei 49 berücksichtigten Testberichten. Besonders gelobt wurden unter anderem das Kampfsystem und der umfangreiche Inhalt des Spiels.
PC Games zieht Vergleiche zur Action-Rollenspiel-Reihe Diablo von Blizzard Entertainment und nennt Lost Ark den „Diablo-Killer“.
Lost Ark verzeichnete mit über 350.000 Nutzern die höchste Anzahl gleichzeitiger Spieler in Korea. Bei den prestigeträchtigen Korea Game Awards 2019 wurde der Titel in sechs Kategorien ausgezeichnet, im Einzelnen für Szenario, Sound, Grafik und Charaktere, als beliebtestes Spiel und zusätzlich mit dem Hauptpreis der Veranstaltung.
Beim Start in Europa und Nordamerika brach Lost Ark trotz teils erheblicher Serverprobleme mehrere Rekorde. Es verzeichnete auf Steam, wo sich diverse Bezahlpakete des Spiels ebenfalls sehr gut verkauften, bereits am 12. Februar 2022 über 1,3 Millionen gleichzeitige Spieler, was zuvor nur PUBG: Battlegrounds gelang.